# Visión noticiosa
Visión noticiosa fue un informativo televisivo chileno emitido por la Corporación de Televisión Universidad de Chile desde abril de 1978, en reemplazo de Edición Nueve, hasta el 5 de agosto de 1979, cuando es reemplazado por Noticias con Patricio Bañados (aunque desde el 6 de agosto de ese año hasta el domingo 20 de abril de 1980 se transmitió de forma experimental). Durante este período, Visión Noticiosa competía en audiencias con los demás informativos centrales: Sesenta minutos de Televisión Nacional y Teletrece de Canal 13. 
Este noticiero tenía su fuerte en la cantidad de noticias que presentaba cada día: 25 notas, en contraste con las 20 a 25 notas que presentaban Teletrece y Sesenta Minutos. En esa época, el periodista Francisco Baraona Urzúa reemplazó a su colega José Pérez Cartes como director del Departamento de Prensa del Canal 9 de la Universidad de Chile que contaba con unas pocas cámaras de videocassette en colores, con lo que este fue uno de los primeros en realizarse con esa tecnología recién estrenada en Chile, y de los pocos en la estación laica.
El presentador de Visión Noticiosa era Juan Guillermo Vivado, quien era acompañado por la voz en off del locutor Fernando James, quien también leía el noticiario de medianoche Noticias al cierre, emitido de 23.00 a 23.15 horas. En mayo de 1978, Raquel Argandoña abandonó la conducción del noticiero y fue reemplazada por la escritora Marta Blanco, la cual asumió la conducción el 19 de mayo.